# NGC 5184
NGC 5184 је спирална галаксија у сазвежђу Девица која се налази на NGC листи објеката дубоког неба.
Деклинација објекта је - 1° 39' 49" а ректасцензија 13h 30m 11,4s. Привидна величина (магнитуда) објекта NGC 5184 износи 12,8 а фотографска магнитуда 13,5. Налази се на удаљености од 60,0000 милиона парсека од Сунца. NGC 5184 је још познат и под ознакама UGC 8487, MCG 0-34-41, CGCG 16-81, KCPG 378B, PGC 47438.